# Kanton Dieue-sur-Meuse
Dieue-sur-Meuse is een kanton van het Franse departement Meuse. 
Door toepassing van het decreet van 17 februari 2014 werd het kanton op 22 maart 2015 gevormd uit de gemeenten Ambly-sur-Meuse, Dieue-sur-Meuse, Génicourt-sur-Meuse, Rupt-en-Woëvre en Sommedieue van het toen opgeheven kanton Verdun-Est en alle gemeenten van de kantons Seuil-d'Argonne, Souilly en Pierrefitte-sur-Aire.
Aangezien het kanton Pierrefitte-sur-Aire behoorde tot het arrondissement Bar-le-Duc, het kanton Seuil-d'Argonne tot het arrondissement Commercy en de kantons Souilly en Verdun-Est tot het arrondissement Verdun behoorden en de arrondissementsgrenzen ongewijzigd bleven ligt het kanton Dieue-sur-Meuse in alle drie de arrondissementen van het departement Meuse.

## Gemeenten
Het kanton Dieue-sur-Meuse omvat de volgende gemeenten:
- Ambly-sur-Meuse
- Ancemont
- Autrécourt-sur-Aire
- Bannoncourt
- Baudrémont
- Beaulieu-en-Argonne
- Beausite
- Belrain
- Bouquemont
- Brizeaux
- Courcelles-en-Barrois
- Courouvre
- Dieue-sur-Meuse
- Dompcevrin
- Èvres
- Foucaucourt-sur-Thabas
- Fresnes-au-Mont
- Génicourt-sur-Meuse
- Gimécourt
- Heippes
- Ippécourt
- Julvécourt
- Kœur-la-Grande
- Kœur-la-Petite
- Lahaymeix
- Landrecourt-Lempire
- Lavallée
- Lavoye
- Lemmes
- Levoncourt
- Lignières-sur-Aire
- Longchamps-sur-Aire
- Ménil-aux-Bois
- Les Monthairons
- Neuville-en-Verdunois
- Nicey-sur-Aire
- Nixéville-Blercourt
- Nubécourt
- Osches
- Pierrefitte-sur-Aire
- Pretz-en-Argonne
- Rambluzin-et-Benoite-Vaux
- Récourt-le-Creux
- Rupt-devant-Saint-Mihiel
- Rupt-en-Woëvre
- Saint-André-en-Barrois
- Sampigny
- Senoncourt-les-Maujouy
- Seuil-d'Argonne
- Sommedieue
- Les Souhesmes-Rampont
- Souilly
- Thillombois
- Tilly-sur-Meuse
- Les Trois-Domaines
- Vadelaincourt
- Ville-devant-Belrain
- Villotte-sur-Aire
- Villers-sur-Meuse
- Ville-sur-Cousances
- Waly
- Woimbey